# Cis setarius
Cis setarius es una especie de coleóptero de la familia Ciidae.

## Distribución geográfica
Habita en Hawái.